# Vicia olchonensis
Vicia olchonensis är en ärtväxtart som först beskrevs av Galina A. Peschkova, och fick sitt nu gällande namn av O.D.Nikif.. Vicia olchonensis ingår i släktet vickrar, och familjen ärtväxter. Inga underarter finns listade i Catalogue of Life.